# Chuck Higgins
Charles William Higgins unter dem Akronym Chuck Higgins (* 17. April 1924 in Gary, Indiana; † 14. September 1999 in Los Angeles, Kalifornien) war ein amerikanischer Jazz-, R&B- und Rock-Saxophonist. Er war vor allem bekannt für seinen Pachuco Hop, ein Rhythm-and-Blues-Stück aus dem Jahr 1952.
Higgins beherrschte bereits das Trompetenspiel, als er als Teenager 1940 aus seiner Heimatstadt Gary nach Los Angeles kam. Nach dem Besuch des Los Angeles Conservatorys, wo er auch Posaune und Saxophon lernte, gründete er eine Band unter anderem mit dem Pianisten Frank Dunn und dem Saxophonisten Johnny Parker. Deren Debütsingle Pachuko Hop auf Combo Records sollte Higgins bekannteste Nummer werden, dessen schneller Drive und röhrendes Saxophon in Kombination mit den Vokaleinwürfen „Pachuko“ der mexikanischstämmigen Einwohnerschaft der kalifornischen Metropole besonders gefiel und dadurch zu einem der ersten Klassiker des Chicano Rocks wurde. In seiner Band spielte auch der junge Johnny Guitar Watson. 
Higgins wurde auch ein gefragter Begleitmusiker, der unter anderem mit Charlie Parker und den Orioles spielte. Auch in eigener Sache war Higgins sehr produktiv, indem er eine Vielzahl von Singles auf wichtigen kalifornischen Independent-Labels der 1950er veröffentlichte, darunter Aladdin Records, Specialty Records und Dootone Records. 
Anfang der 1960er Jahre wurde er Musiklehrer an verschiedenen örtlichen Schulen. Ein Comebackversuch im Discosound scheiterte Mitte der 1970er, so dass sich Higgins auf den R&B rückbesann und sich statt auf Plattenveröffentlichungen auf Liveauftritte beschränkte. Er starb am 14. September 1999 an Lungenkrebs.
Auf dem Cover des Debütalbums Freak Out! zählen die Mothers of Invention Higgins zu ihren Einflüssen, indem sie ihn unter der Rubrik These People Have Contributed Materially in Many Ways to Make Our Music What It Is. Please Do Not Hold It Against Them (dt. „Diese Musiker haben in vielfältiger Weise mit ihrem Material dazu beigetragen, unsere Musik zu dem zu machen, was sie ist. Bitte macht ihnen das nicht zum Vorwurf“) aufführten.